# Razovské tufity
Razovské tufity jsou přírodní památka o celkové rozloze 1,06 ha vyhlášená v roce 1997. Nachází se na území obce Razová (jižně od vesnice) v okrese Bruntál.

## Předmět ochrany
Předmětem ochrany je opuštěný lom v tělese tzv. razovského pyroklastického komplexu vzniklého sopečnou aktivitou Velkého Roudného.